# Le Verdon-sur-Mer

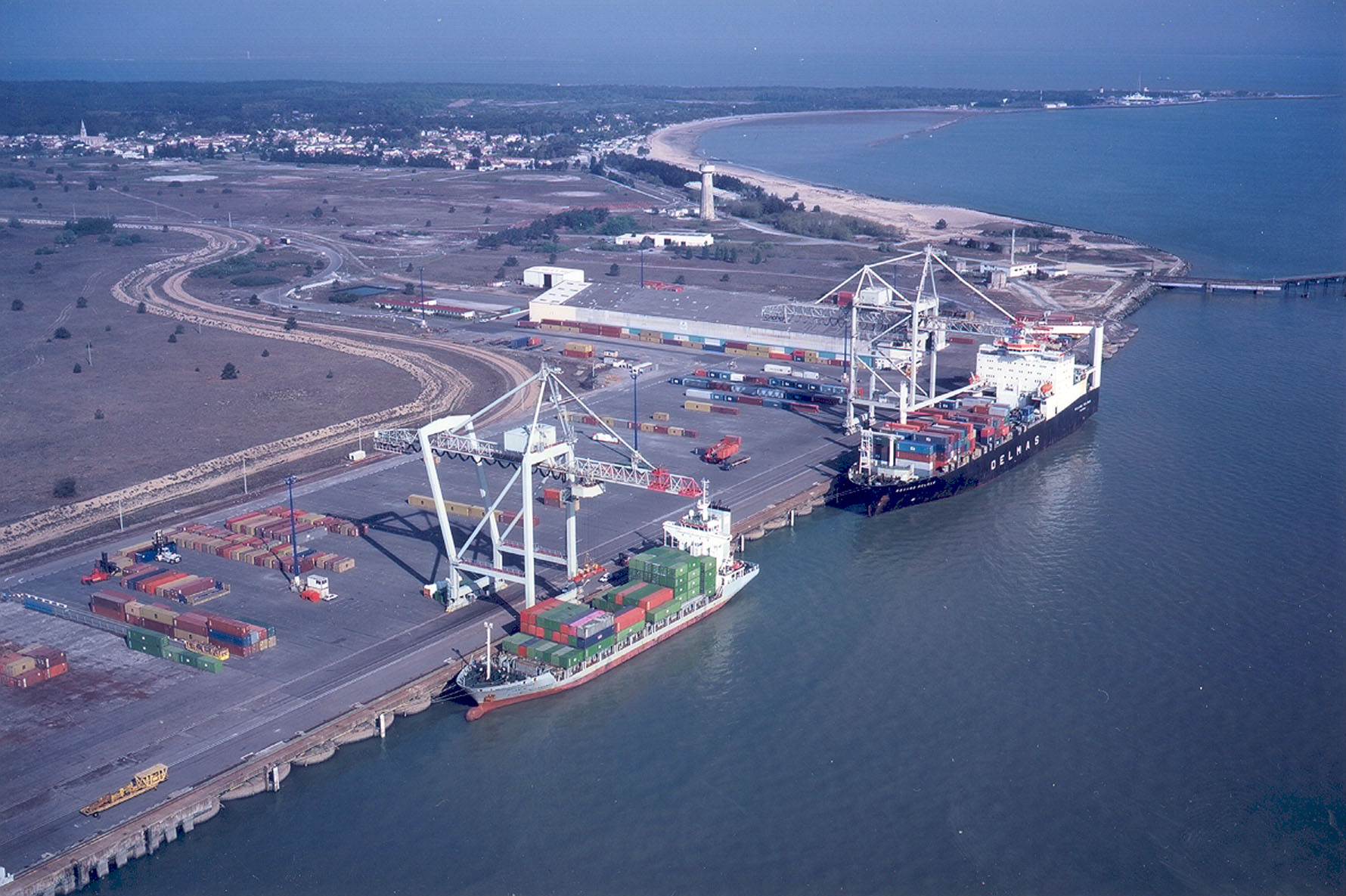
Statki w porcie Le Verdon-sur-Mer

Le Verdon-sur-Mer – miejscowość i gmina we Francji, w regionie Nowa Akwitania, w departamencie Żyronda, położona nad Oceanem Atlantyckim, u ujścia Żyrondy.
Według danych na rok 1990 gminę zamieszkiwały 1344 osoby, a gęstość zaludnienia wynosiła 79 osób/km² (wśród 2290 gmin Akwitanii Le Verdon-sur-Mer plasuje się na 316. miejscu pod względem liczby ludności, natomiast pod względem powierzchni na miejscu 654.).